# Кубок мира по вольной борьбе 2012
Кубок мира по вольной борьбе 2012 года прошёл 12—13 мая в Баку (Азербайджан). Соревнования проводились под эгидой ФИЛА.

## Результаты
| Весовая категория | Золото                    | Серебро                   | Бронза                            |
| ----------------- | ------------------------- | ------------------------- | --------------------------------- |
| 55 кг             | Виктор Лебедев Россия     | Радослав Великов Болгария | Даулет Ниязбеков Казахстан        |
| 55 кг             | Виктор Лебедев Россия     | Радослав Великов Болгария | Хасан Рахими Иран                 |
| 60 кг             | Закир Гашимов Азербайджан | Алихан Алханов Россия     | Кэнъити Юмото Япония              |
| 60 кг             | Закир Гашимов Азербайджан | Алихан Алханов Россия     | Даурен Жумагазиев Казахстан       |
| 66 кг             | Мехди Тагави Иран         | Тацухиро Ёнэмицу Япония   | Джабраил Гасанов Азербайджан      |
| 66 кг             | Мехди Тагави Иран         | Тацухиро Ёнэмицу Япония   | Ливан Лопес Куба                  |
| 74 кг             | Джордан Барроуз США       | Садег Гударзи Иран        | Ашраф Алиев Азербайджан           |
| 74 кг             | Джордан Барроуз США       | Садег Гударзи Иран        | Давит Хуцишвили Грузия            |
| 84 кг             | Шариф Шарифов Азербайджан | Ибрагим Алдатов Украина   | Дато Марсагишвили Грузия          |
| 84 кг             | Шариф Шарифов Азербайджан | Ибрагим Алдатов Украина   | Альберт Саритов Россия            |
| 96 кг             | Реза Яздани Иран          | Серхат Балджи Турция      | Руслан Шейхов Беларусь            |
| 96 кг             | Реза Яздани Иран          | Серхат Балджи Турция      | Джейк Варнер США                  |
| 120 кг            | Алексей Шемаров Беларусь  | Билял Махов Россия        | Джамаладдин Магомедов Азербайджан |
| 120 кг            | Алексей Шемаров Беларусь  | Билял Махов Россия        | Давит Модзманашвили Грузия        |